# Нэрима
Нэрима (яп. 練馬区 Нэрима-ку) — один из 23 специальных районов Токио. По данным 1 мая 2020 года численность населения района составляла 746 051 чел. (323 296 домохозяйств), плотность населения — 15,517 чел./км². В районе проживает 12 897 иностранцев. 18,4 % населения Нэримы в возрасте старше 65 лет. Общая площадь района составляет 48,08 км².

## История

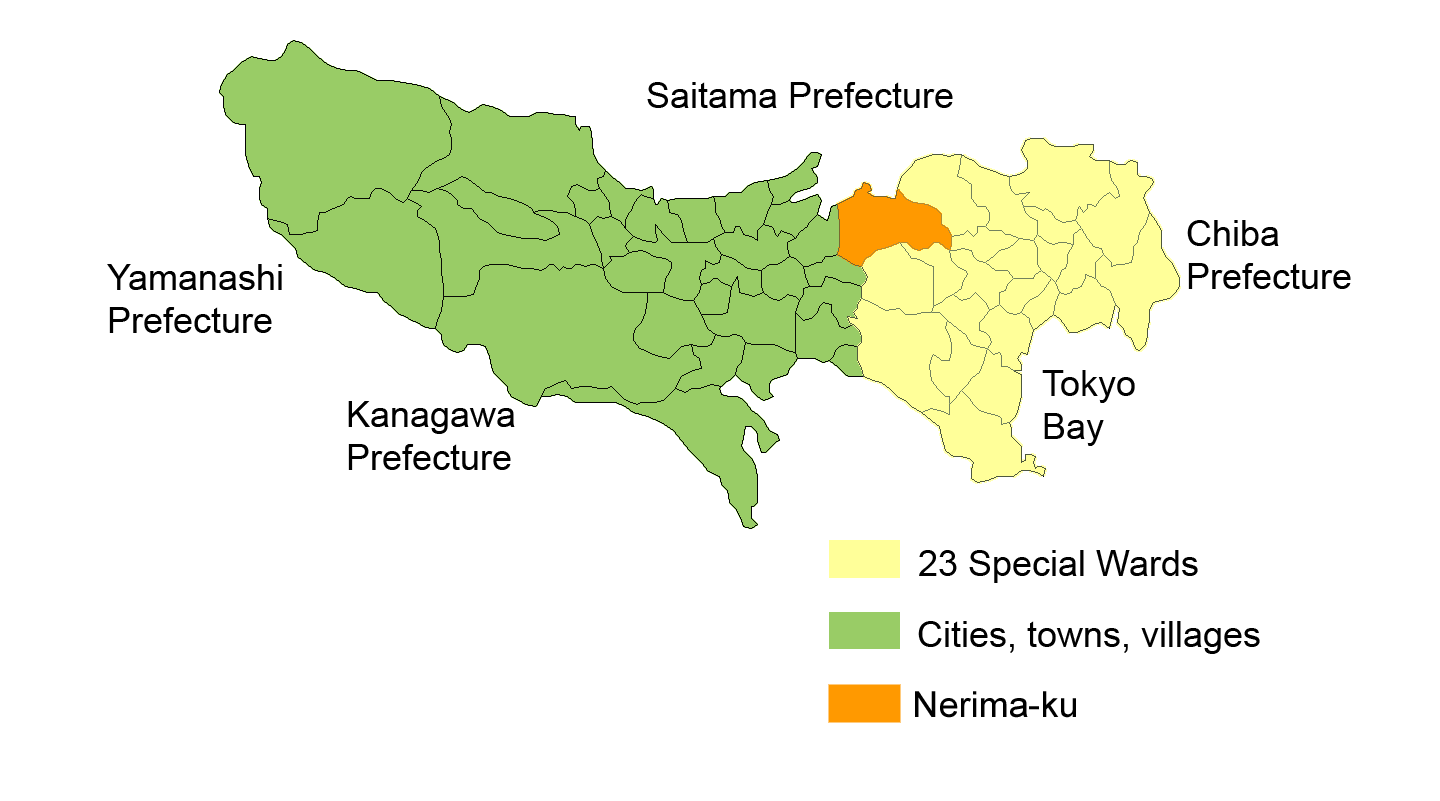
Район Нэрима на карте

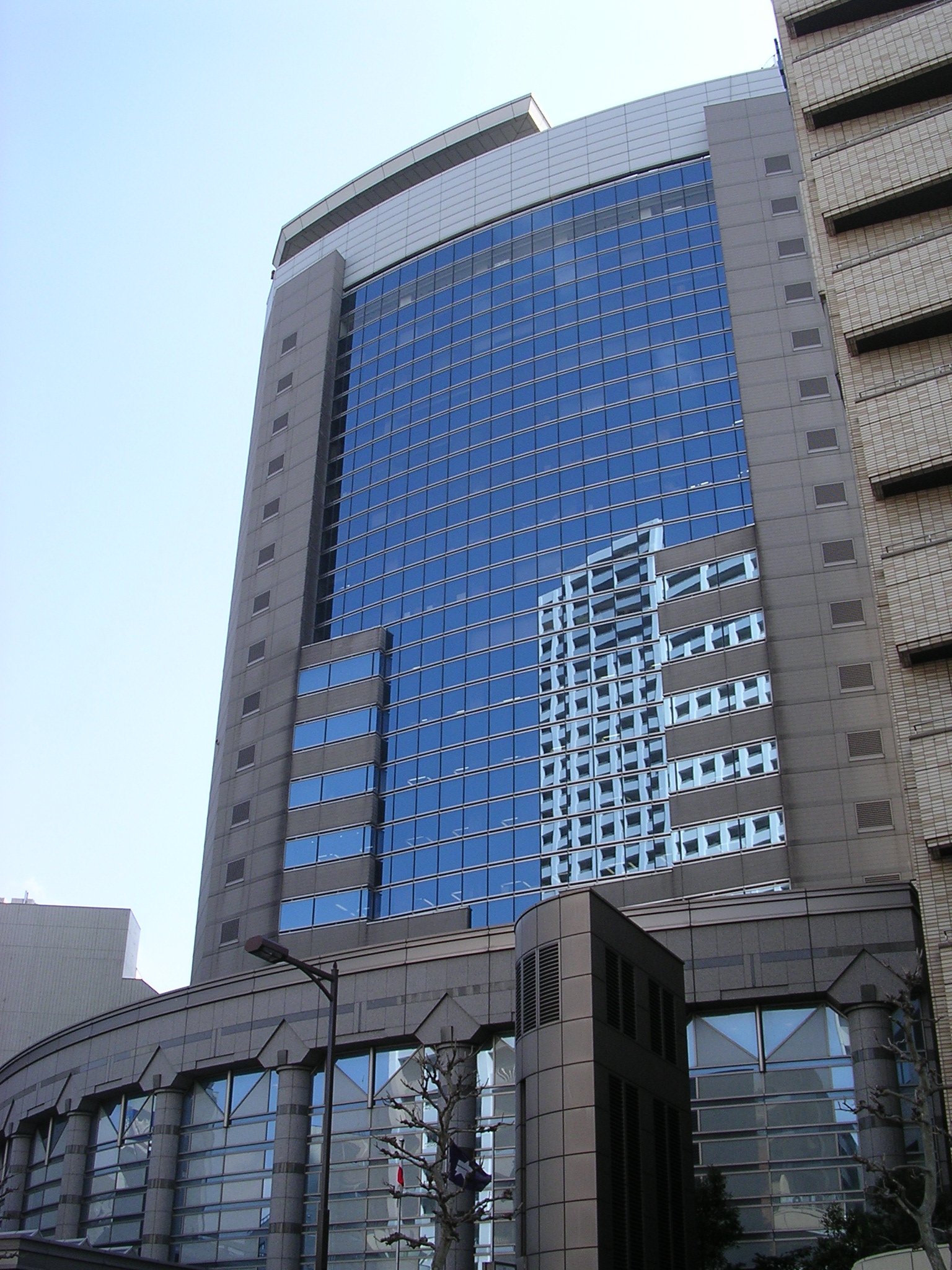
Мэрия района Нэрима

В период Эдо Нэрима была в основном аграрным районом. После землетрясения 1923 года в Канто многие горожане переехали сюда из центральной части Токио.
До выделения в специальный район 1 августа 1947 года Нэрима была частью Итабаси. В 1952 году здесь были созданы базы японских сил самообороны. Бывшая взлетно-посадочная полоса одной из бывших баз теперь представляет собой улицу перед магазином "IMA" в квартале Хикаригаока. В районе большое число парков, также здесь сохранились сельскохозяйственные угодья и теплицы, в которых выращивают овощи.

## География
Нэрима лежит к северо-западу от центра Токио. Она граничит со следующими специальными районами: Итабаси (на востоке), Сугинами, Тосима и Накано (на юге), а также с городами Мусасино (на юго-западе) и Ниситокё (на западе). К северу от района лежат три города в префектуре Сайтама: Вако, Асака и Ниидза.

## Экономика
Нэрима имеет наибольшую площадь сельскохозяйственных угодий среди всех токийских специальных районов (3,42 км²). 40 % капусты, выращиваемой в Токио, производится именно здесь.
В 1994 году на 572 заводах Нэримы было занято около 8000 человек и производилось товаров на сумму около ¥ 170 000 000 000. Заводы в основном были небольшие, специализировавшиеся на производстве машин, деталей для телекоммуникационного оборудования и других товаров.
Ныне в Нэриме базируются корпорации «Тоэй Анимейшн», «Муси Продакшн», «Аниме Интернэшнл Компани» и «Студио Галлоп» (анимация). В районе расположены торговые центры и универмаги «Ай-Эм-Эй», «Оу-Эй-Ка Плаза», «Сэйю» и «Инагея», а также парк развлечений Тосимаэн.

## Аниме и манга
Нэрима является родиной японского аниме. Большое количество студий по производству аниме находится именно здесь, например, Toei Animation, Mushi Production, Studio Gallop  и AIC.
На студиях Нэримы были созданы мультфильмы «Ranma ½», «Doraemon», «Digimon Adventure», «Urusei Yatsura» и «Nerima Daikon Brothers». Другие работы, такие как «Astro Boy» и «Candy Candy», были здесь подготовлены.

## СМИ
В Нэриме снимают англоязычную телепрограмму Nerima News Azalea.

## Нэрима в популярной культуре
- В фильме «Мальчишник» (1984) главный герой Рикки Гласско (которого играет Том Хэнкс) носит свитер бейсбольной команды Нэримы.
- Действие эпизода сериала Full Metal Panic! происходит в Нэриме.
- Известный дом с привидениями из серии фильмов ужасов Ju-on находится в Нэриме.
- Персонажи манги и аниме Ранма 1/2 живут в Нэриме ( там находится, собственно, додзё семьи Тэндо ). В самом первом кадре оригинальной манги хорошо видно слово Нэрима на открытке, которую получил Соун

## Города-побратимы
- Австралия, Ипсуич, Квинсленд
- Китай, Хайдянь, Пекин

## Население
| Год  | Численность | Численность |
| ---- | ----------- | ----------- |
| 2010 | 716 124     | [ 8 ]       |
| 2015 | 721 722     | [ 8 ]       |
| 2021 | 742 463     |             |

## Галерея

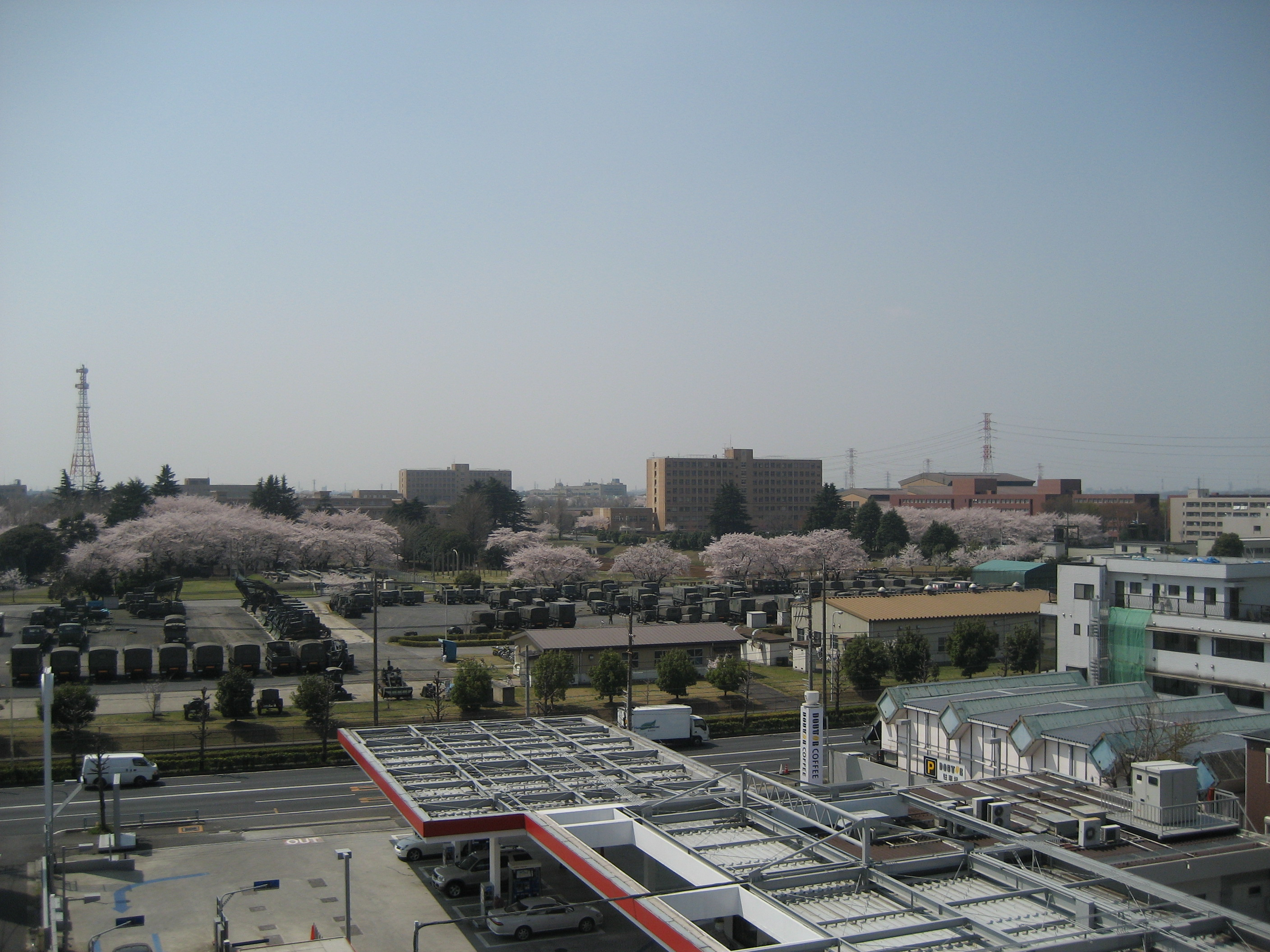
Военная база Асака
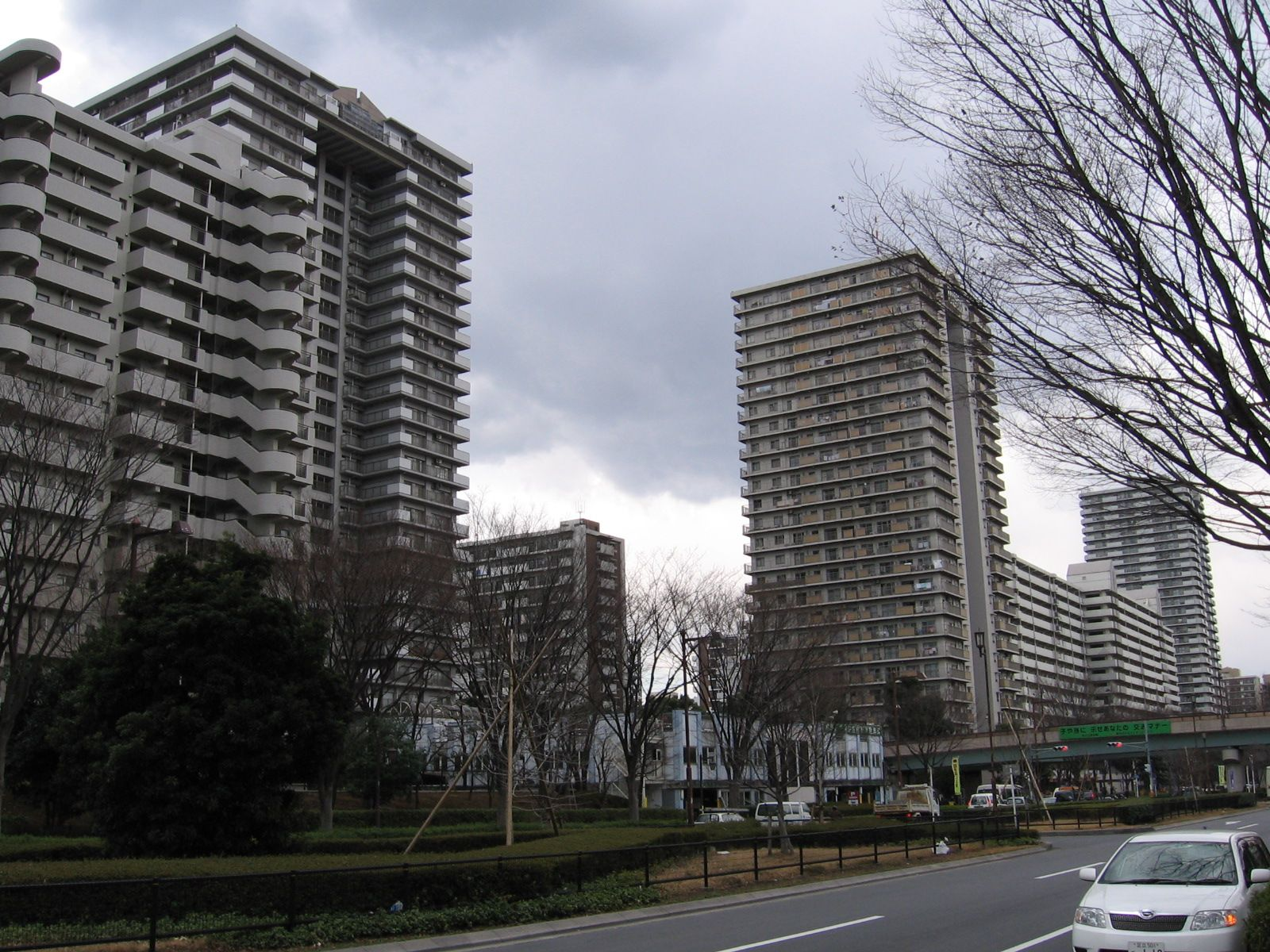
Улица в Хикаригаока
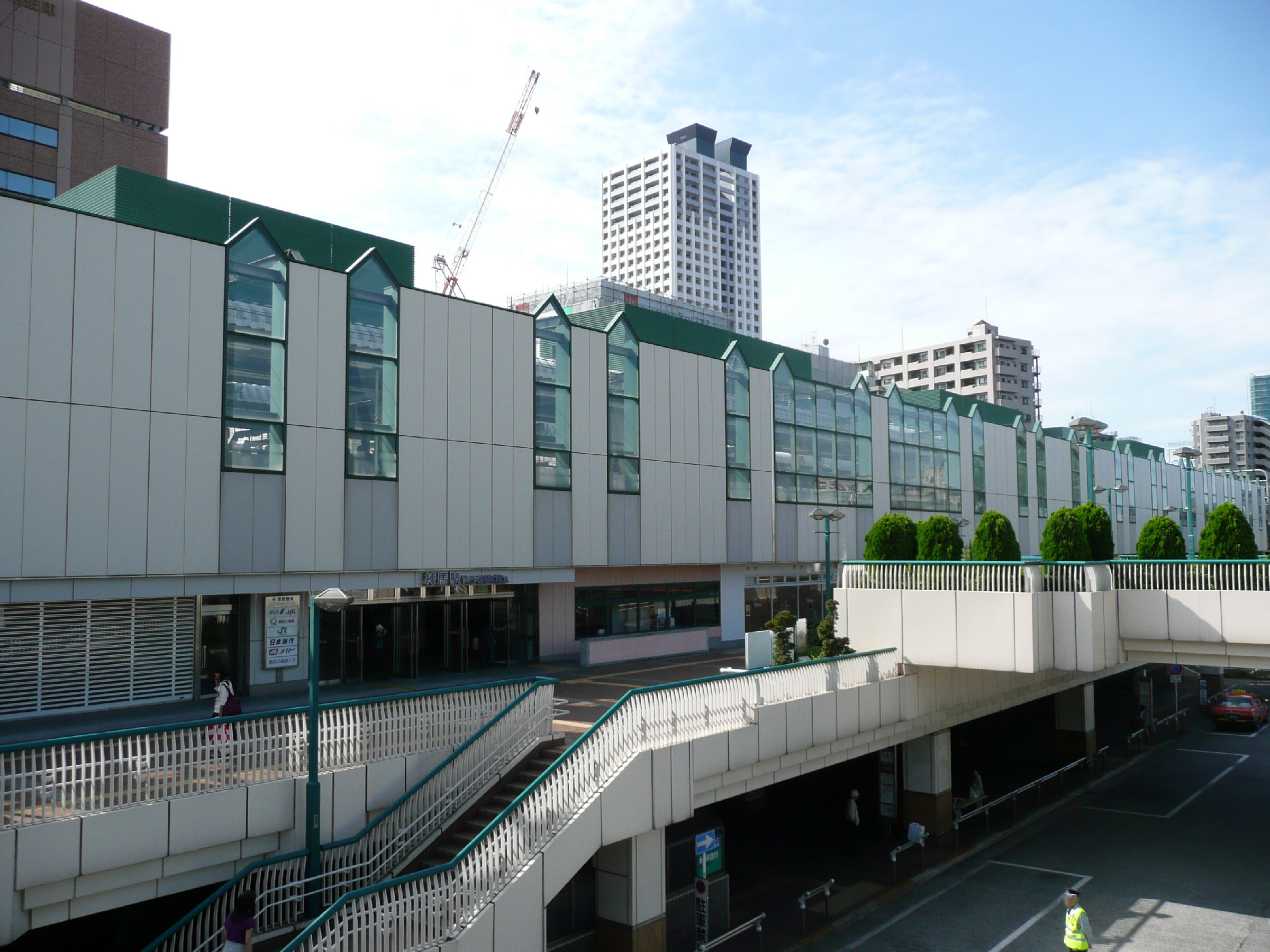
Станция Нэрима